# 伊顿 (俄亥俄州)
伊顿（Eaton）是美国俄亥俄州普雷布尔县一个城市和县城。2010年人口普查时的人口为8,407人。 伊顿的友好城市是科堡附近的勒登塔尔（德国）。

## 历史
伊顿于1806年被规划建设。这个村庄的名字来自突尼斯的美国领事威廉·伊顿将军（1764-1811），他领导了一支多样化的军队，从埃及到的黎波里的一次悲惨的行军，以迎接美国海军。 除了伊顿市和普雷布尔县，伊顿的各街道（迪凯特，以色列，沃兹沃思和萨默斯）也被命名为纪念第一次巴巴里战争和第二次巴巴利战争的各位英雄。